# Zeiselmauer-Wolfpassing
Zeiselmauer-Wolfpassing  est une ville autrichienne de 2197 habitants en 2009, située dans le district de Tulln, en Basse-Autriche. 

## Géographie
Zeiselmauer-Wolfpassing se situe dans la plaine de Tulln, en Basse-Autriche, au nord-est du pays, et à 25 km au nord-ouest de la capitale Vienne. Ses coordonnées géographiques sont : 48° 19' 10" N ; 16° 10' 30" E. Le territoire communal est bordé, au Nord, par la plaine de Danube, et, au Sud, par la forêt viennoise. La commune a une superficie de 12,7 kilomètres carrés, dont 50,24 % sont boisés.
Les communautés cadastrales sont Wolfpassing et Zeiselmauer.

## Histoire
Zeiselmauer a un passé romain et haut-moyennageux particulièrement riche. Elle fut le camp romain le plus oriental du limes du Danube en Norique, et est décrite dans le recensement militaire de la Notitia Dignitatum. Elle abrite encore aujourd'hui des monuments romains tardifs uniques en Autriche, et largement conservés : la citadelle (burgus), la porte carrée ("Körnerkasten"), le sanctuaire des enseignes légionnaires (principia). Zeiselmauer est un des sites de Basse-Autriche les plus riches en bâtiments romains. Le culte de saint Florian est une tradition ancienne. Le saint serait né ici. Au cours de la colonisation bavaroise, une donation royale de 836 attribua la partie orientale de la plaine de Tulln à l'évêché de Passau. Un mur d'enceinte (Zeizinmauer), réutilisant des constructions romaines, fut construit, aux alentours de 971, pour défendre la cité, devenue un important centre administratif. Une église carolingienne fut érigée sur les restes du sanctuaire des enseignes légionnaires. Elle fait partie des plus anciens édifices religieux de Basse-Autriche. Durant le haut Moyen Âge, Zeiselmauer possédait un palais épiscopal, qui servait de résidence à l'évêque de Passau, lorsqu'il se déplaçait dans cette partie de son diocèse. C'est là que mourut, en 1091, l'évêque Altmann de Passau, le fondateur de l'abbaye de Göttweig, exilé de Passau. Pendant longtemps, la Zeiselmauer des princes-évêques fut, après Tulln, le principal centre culturel de la plaine orientale de Tulln.
Le 12 novembre 1203, à Zeiselmauer, à l'occasion du mariage de Léopold VI avec Théodora de Byzance, le minnesänger Walther von der Vogelweide reçut de l'évêque Wolfgar d'Erla un présent honorifique de 5 solidi longi ("lange schillinge"), afin qu'il s'achète une fourrure. Cette brève note constitue, dans l'histoire de la littérature, la seule indication concrète et datée concernant la vie de Walther. Une plaque commémore cet évènement. Zeiselmauer figure également dans la Chanson des Nibelungen. Quelque temps plus tard, Neidhart von Reuental choisit Zeiselmauer comme cadre pour ses populaires chansons d'amour villageoises.

## Évolution démographique
Les résultats du recensement de 2001 indiquaient 1966 habitants. En 1991, la commune avait 1733 habitants, 1470 en 1981 et 1397 durant l'année 1971. En 2006, elle comptait 2084 habitants, et 2126 en 2007.

## Politique
Le maire de la commune est Josef Wagner, le maire-adjoint Rudolf Krutis et la secrétaire de mairie Siegelinde Kvapil.
Depuis les élections de 2005, les 19 sièges du conseil municipal sont répartis de la façon suivante : SPÖ : 10, ÖVP : 5, Verts : 1, Liste aktiv : 3, autres : aucun siège.

## Armoiries
Les armoiries de la commune de Zieselmauer reflètent son histoire : le mur qui lui a donné son nom a entouré durant environ 400 ans le camp romain ; le lion rouge, emblème de Passau, rappelle les quelque 1000 ans d'appartenance au domaine temporel des évêques de Passau.

## Société et infrastructures
Les statistiques indiquaient, pour l'année 2001, 72 entreprises agricoles et forestières, soit 20 de plus qu'en 1999. Le nombre d'actifs de la commune s'élevait à 898, d'après le recensement de 2001. Zeiselmauer dispose d'une station de chemin de fer.

## Célébrités
- Florian de Lorch (mort en 304), fonctionnaire romain, patron des pompiers.
- Herwig Friesinger (né en 1942), archéologue, préhistorien.